# Alois Lichtsteiner
Alois Lichtsteiner (* 9. Juli 1950 in Ohmstal, Schweiz) ist ein Schweizer Kunstmaler und Objektkünstler.

## Leben
Alois Lichtsteiner wurde 1950 in Ohmstal, im Kanton Luzern, geboren. Bis 1970 absolvierte er die obligatorischen Schulen sowie das Lehrerseminar, das er mit einem Lehrerdiplom abschloss. Danach arbeitete er in verschiedenen handwerklichen Berufen.
1974 bereiste Lichtsteiner für ein Jahr Nord- und Zentralafrika. Zurück in der Schweiz besuchte er bis 1978 die Kunstgewerbeschule Zürich. Im gleichen Jahr bestritt er seine erste Einzelausstellung in der Berner Galerie bei Johannes Gachnang. 1989/90 erhielt er ein Stipendium des Kantons Bern, welches ihm einen Aufenthalt in Paris ermöglichte. Seit 1990 lebt und arbeitet er abwechslungsweise in Murten und Paris.
Zwischen 1994 und 1998 war Lichtsteiner Gastdozent an der Ecole Cantonale des Beaux-Arts in Sion/Sierre und bis 2004 Präsident der Jury für Bachelor und Master der HEA Sierre.
Lichtsteiner ist verheiratet und hat einen Sohn.

## Werk
Bevorzugte Techniken sind Malerei und Hochdruck in Öl. Lichtsteiner hatte vor allem durch seinen 1998 begonnenen Werkzyklus (Berg) auf sich aufmerksam gemacht. Der Körper und seine sinnliche Wahrnehmung über die Haut ist das wichtige Konzept in der Arbeit Lichtsteiners. Mit seinen Pinselstrichen trägt er die Farbe auf die Leinwand, das Papier oder das Objekt, welche dann wie eine Haut den Körper überzieht und umschliesst. Dieses Verfahren wendet er sowohl in der Malerei auf Papier und Leinwand als auch in der Herstellung von Hochdrucken auf hochwertigem Tosa Shoji Japanpapier an, welches in seiner Struktur und Farbe an Haut erinnert.
Seit den späten 1970er Jahren beschäftigt er sich in allen Werkzyklen - von (Horizont) über (Inhalt der Gefässe) zu (Birke) - mit dem Übergang von figurativer zu abstrakter Malerei. Das dargestellte Objekt wird farblich auseinandergenommen und in Flächen aufgeteilt; das Gefäss verliert seinen Zweck und wird als Farbkörper zum Gegenstand der Neugierde. Über zahlreiche Werke hinweg erarbeitet sich der Künstler in leicht verändernden Varianten des gleichen Sujets an die Thematik heran.

## Ausstellungen (Auswahl)

### Einzelausstellungen
- 1978: Berner Galerie, Bern, Johannes Gachnang
- 1982–92: Galerie Toni Gerber, Bern
- 1983–86: Galerie Severina Teucher, Zürich
- 1984: Kunstraum Luzern
- 1989: Kunstmuseum Sion, Bernhard Fibicher (Katalog)
- 1992: Kunsthalle Bern, Ulrich Loock (Katalog)
- 1993: Kunstverein Freiburg, Stephan Berg (Katalog)
- 1996: Galerie Anton Meier, Genf
- 2001: Kunstmuseum Luzern, Birken und ein Berg, Ulrich Loock (Katalog)
- 2003: Kunstmuseum Bern, Matthias Frehner (Katalog)
- 2008: Galerie Ferdinand Oberholzer, Bern Wer auch immer (Edition Michael Rothe, in Buchform von 34 handkolorierten Tiefdrucken)
- 2011: akku, Emmenbrücke, Weisse Nacht (Buch Weisse Nacht, Edizioni Periferia)
- 2012: Kunsthaus Grenchen, traces des traces
- 2013: Galerie Rigassi, Bern, Balthasar Burkhard - Alois Lichtsteiner
- 2013: Galerie auf der EUROPA, Reise in die Arktis, Alois Lichtsteiner
- 2013: Galerie Ivo Kamm, Zürich, nude f/m (Buch nude f/m, Edizioni Periferia)
- 2014: Galerie Farideh Cadot Associés, Paris
- 2014:, 2008, 2022 Galerie Kornfeld, Bern
- 2015: Bank Julius Bär, Bern, Bär meets Art
- 2016: Galerie Kuno Fischer, Luzern, Malerei auf dem Grat - eine Ausstellung über vier Jahrzehnte
- 2019: Atelier & Galerie Raynald Métraux, Lausanne, Monotypes sur bois gravés
- 2022: Galerie Kornfeld, Bern, Alois Lichtsteiner - Neue Werke
- 2022: Galerie AroundSpace, Shanghai, The spirit of mountains

### Gruppenausstellungen (Auswahl)
- 1981: Kunsthalle Bern, Künstlergruppe SILO (Katalog)
- 1983: Kunstmuseum Zürich, SILO (Katalog)
- 1986: Shedhalle Zürich, Auf dem Rücken des Tigers, Christoph Schenker (Katalog)
- 1986: Kunstmuseum Bern, Sammlung Toni Gerber I. Teil (Katalog)
- 1987: Kunsthalle Nürnberg, BRD, Schweiz aktuell (Katalog)
- 1994: Kunstmuseum Bern, Zeitgenossen, Joseph Helfenstein (Katalog)
- 1996: Kunstmuseum Bern, Sammlung Toni Gerber II. Teil (Katalog)
- 1997: Kunsthalle Bern, Wege zur Kunst, Sammlung MIGROS Bern, Ulrich Loock (Katalog)
- 2000: 15. Internationale Triennale für Originalgrafik, Grenchen, (Katalog)
- 2002: Centre PasquArt, Biel/Bienne, Ins Licht, Privatsammlung (Katalog)
- 2004: Kunstmuseum Chur, Weisse Wunderware Schnee (Katalog)
- 2007: Kunsthalle Turin, I, Go between, zwischen Abstraktion und Figuration (Katalog)
- 2010: Galerie für Zeitgenössische Kunst, Leipzig, An die Natur, Die ALTANA Kunstsammlung (Katalog)
- 2015: Musée océanographique, Monaco, Linked
- 2016: Die Mobiliar, Bern, Was, wenn Kunst uns weiterbringt? Kunst & Nachhaltigkeit
- 2016: Galerie Kornfeld, Bern, About painting - Part I
- 2016: Kunstmuseum Luzern, Collectionneurs - Werke aus der Sammlung des Kunstmuseums und einer Genfer Privatsammlung (Katalog)
- 2017: Kunstmuseum Olten, Hunger nach Bildern - Malerei der 1980er-Jahre aus der Sammlung
- 2018: Galerie AroundSpace, Shanghai, In Between Nature and Expression
- 2018: Art on Paper Fair, New York City, (AroundSpace Gallery Shanghai)
- 2019: Kunstmuseum Bern, Ohne Verfallsdatum - Schenkung und Leihgaben der Sammlung der Genossenschaft Migros Aare (Katalog)
- 2020: Kunstmuseum Olten, Jeder Schnitt etwas Bestimmtes, Meinrad Peier im Dialog mit Holzschnitten von Alois Lichtsteiner, Scarlet Mara, Josef Felix Müller und Selina Zürrer
- 2021: Fondation de l’Hermitage, Lausanne, Hans Emmenegger (mit Zeitgenossen und zeitgenössischen Künstlern) (Katalog)
- 2022: Hans Erni Museum, Luzern, Alpensinfonie - Der Berg in der Kunst
- 2023: Art on Paper Fair, New York City, (AroundSpace Gallery Shanghai)

## Veröffentlichungen (Auswahl)
- Alois Lichtsteiner Ohmstal. In: Hans Emmenegger (1866–1940). Hrsg. von der Fondation de l’Hermitage. Lausanne 2021, S. 188–189.
- Alois Lichtsteiner - Aufstieg / Ascent. Verlag Edizioni Periferia. Luzern 2013.
- Alois Lichtsteiner. nude f/m. Verlag Edizioni Periferia. Luzern 2013.
- Alois Lichtsteiner. Freiburg im Breisgau, Kunstverein Freiburg, 1992. [Texte:] Stephan Berg, Hans Rudolf Reust. Freiburg im Breisgau 1992.
- Alois Lichtsteiner. Sion, Musée cantonal des beaux-arts, 1989. [Textes:] Bernard Fibicher, Ulrich Loock, Hans Rudolf Reust. Sion 1989.